# Aulus Corneli Màmmula (pretor 191 aC)
Aulus Corneli Màmmula (en llatí: Aulus Cornelius Mammula) va ser un magistrat romà del segle ii aC.
Va ser pretor el 191 aC any en què va esclatar la guerra amb el rei selèucida Antíoc III el Gran de Síria. L'any següent (190 aC) va rebre com a província el sud d'Itàlia, i en concret el Brútium, on va exercir com a propretor.